# Острожская, София

Герб князей Острожских

София (Софья, Зофья) Алекса́ндровна из Остро́жских Любомирская (пол. Zofia Ostrogska; 1595—1622) — польско-литовская княгиня русинского происхождения, дочь одного из последних князей Острожских, воеводы волынского магната  Александра Васильевича Острожского и княгини Анны Костки (1575—1635), из рода магнатов герба Домброва.
По матери была внучкой Яна Костки, сандомирского воеводы, дважды (в 1573 и 1575) претендовавшего на трон короля Польши, а по отцу — воеводы киевского Константина Константиновича Острожского, основателя известной типографии, в которой работали первопечатники Иван Федоров и Петр Мстиславец, сына великого гетмана литовского князя Константина Ивановича Острожского (1460—1530) .
В 1613 году выдана замуж за магната Станислава Любомирского (1583—1649). В качестве приданого получила 18 городов, 313 сёл и 163 фольварка в Малой Польше и на Руси.
В браке с ним родились:
- Александр Михаил Любомирский (1614—1677), конюший великий коронный, воевода краковский, староста сандомирский
- Ежи Себастьян Любомирский (1616—1667), генеральный староста краковский (1647), маршалок надворный коронный (1650), маршалок великий коронный (1650), гетман польный коронный (1658), староста спишский и садецкий
- Констанция Любомирская (1618—1646), жена с 1637 года каштеляна познанского Франтишека Казимира Чарнковского (ок. 1618—1656)
- Анна Кристина Любомирская (1618—1667), жена с 1638 года канцлера великого литовского Альбрехта Станислава Радзивилла (ок. 1618—1656)
- Константин Яцек Любомирский (1620—1663), кравчий и подчаший великий коронный (1658), староста садецкий